# Acido arachico
L'acido arachico (o arachidico) è un acido grasso saturo, con una catena lineare di 20 atomi di carbonio, presente in molti grassi vegetali e animali. Deve il suo nome all'essere stato isolato nell'arachide, Arachis hypogaea. Si può formare per idrogenazione dell'acido arachidonico.
L'acido arachidico si trova esterificato con il glicerolo in vari oli commestibili, normalmente a basse concentrazioni; ad esempio: olio di arachidi (~1,4%), burro di cacao (~1%), olio di soia (~0,5%), olio di girasole (~0,5%) e olio di colza, così come nell'olio di semi di cotone e di lino .  Si trova negli oli di semi alcune specie vegetali anche a concentrazioni molto più alte, per esempio:  Ongokea gore (~45%) o in semi di diverse specie di Nephelium (~35%),e Sapindus (~30%)  ma anche nell'olio di cocco (Cocos nucifera), nel burro di mango, nell'olio di semi di melograno a circa il 3%, negli oli di semi di anguria ( Citrullus lanatus ) a circa il 4%, e di lime ( Citrus aurantiifolia ) a circa 6%. Si trova anche nel grasso del latte, nel grasso animale e nel latte materno . 
A temperatura ambiente è solido, bianco, insolubile in acqua ma solubile in benzene, cloroformio, etere dietilico ed etere di petrolio.